# Haii-Șevcenkivski, Ternopil
Haii-Șevcenkivski (în ucraineană Гаї-Шевченківські) este o comună în raionul Ternopil, regiunea Ternopil, Ucraina, formată numai din satul de reședință.

## Demografie
Componența lingvistică a comunei Haii-Șevcenkivski
     Ucraineană (98,9%)
     Alte limbi (1,11%)
Conform recensământului din 2001, majoritatea populației comunei Haii-Șevcenkivski era vorbitoare de ucraineană (98,9%), existând în minoritate și vorbitori de alte limbi.